# USAC-Saison 1959
Die USAC-Saison 1959 war die 38. Meisterschaftssaison im US-amerikanischen Formelsport. Sie begann am 4. April in Daytona und endete am 25. Oktober in Sacramento. Rodger Ward sicherte sich den Titel.

## Rennergebnisse
| Nr. | Datum         | Veranstaltung (Rennstrecke)                                          | Meilen | Sieger            | Siegerteam               |
| --- | ------------- | -------------------------------------------------------------------- | ------ | ----------------- | ------------------------ |
| 1   | 04. April     | Daytona 100 (Daytona International Speedway) (O)                     | 100    | Jim Rathmann      | Watson-Offenhauser       |
| 2   | 19. April     | Race of Champions (Trenton International Speedway) (O)               | 87     | Tony Bettenhausen | Kuzma-Offenhauser        |
| 3   | 30. Mai       | International 500 Mile Sweepstakes (Indianapolis Motor Speedway) (O) | 500    | Rodger Ward       | Watson-Offenhauser       |
| 4   | 07. Juni      | Rex Mays Classic (The Milwaukee Mile) (O)                            | 100    | Johnny Thomson    | Lesovsky-Offenhauser     |
| 5   | 14. Juni      | Langhorne 100 (Langhorne Speedway) (UO)                              | 100    | Van Johnson       | Kurtis Kraft-Offenhauser |
| 6   | 22. August    | Springfield 100 (Illinois State Fairgrounds) (UO)                    | 100    | Len Sutton        | Kuzma-Offenhauser        |
| 7   | 30. August    | Milwaukee 200 (The Milwaukee Mile) (O)                               | 200    | Rodger Ward       | Watson-Offenhauser       |
| 8   | 07. September | Ted Horn Memorial (DuQuoin State Fairgrounds) (UO)                   | 100    | Rodger Ward       | Watson-Offenhauser       |
| 9   | 12. September | Syracuse 100 (New York State Fairgrounds) (UO)                       | 100    | Eddie Sachs       | Mesowski-Offenhauser     |
| 10  | 19. September | Hoosier Hundred (Indiana State Fairgrounds) (UO)                     | 100    | Rodger Ward       | Watson-Offenhauser       |
| 11  | 27. September | Trenton 100 (Trenton International Speedway) (O)                     | 100    | Eddie Sachs       | Mesowski-Offenhauser     |
| 12  | 18. Oktober   | Bobby Ball Memorial (Arizona State Fairgrounds) (UO)                 | 100    | Tony Bettenhausen | Kuzma-Offenhauser        |
| 13  | 25. Oktober   | Golden State 100 (California State Fairgrounds) (UO)                 | 100    | Jim Hurtubise     | Kuzma-Offenhauser        |

- Erklärung: O: Oval, UO: unbefestigtes Oval

## Fahrer-Meisterschaft (Top 10)
| 1. | Rodger Ward       | 2400   |
| 2. | Tony Bettenhausen | 1430   |
| 3. | Johnny Thomson    | 1400   |
| 4. | Jim Rathmann      | 1154,8 |
| 5. | A.J. Foyt         | 910,2  |

| 6.  | Eddie Sachs    | 797 |
| 7.  | Don Branson    | 780 |
| 8.  | Johnny Boyd    | 760 |
| 9.  | Len Sutton     | 520 |
| 10. | Paul Goldsmith | 500 |